# Robotyne
Robotyne (Ukrainisch Робо́тине) ist ein Dorf im Rajon Polohy, Oblast Saporischschja, Ukraine. Administrativ ist es Teil der Stadtgemeinde Tokmak, einer der Hromadas der Ukraine. Das Dorf liegt etwa 15 Kilometer südöstlich von Orichiw und ein paar Kilometer nördlich des Dorfes Nowoprokopiwka. Im Jahr 2001 hatte es 480 Einwohner.
Laut der ukrainischen Volkszählung von 2001 sprach die Mehrheit der Bevölkerung Ukrainisch (92,92 %), eine Minderheit sprach Russisch (6,88 %).
Am 12. Juni 2020 wurde das Dorf ein Teil der neugegründeten Stadtgemeinde Tokmak, bis dahin war es ein Teil der Landratsgemeinde Nowoprokopiwka (Новопрокопівська сільська рада/Nowoprokopiwska silska rada) im Norden des Rajons Tokmak.
Seit dem 17. Juli 2020 ist sie ein Teil des Rajons Polohy.

## Russische Invasion
Am 6. März 2022 wurde das Dorf während der russischen Invasion in der Ukraine von russischen Truppen besetzt.
Während der ukrainischen Gegenoffensive im Jahr 2023 fanden um Robotyne schwere Kämpfe statt, da es eine wichtige Festung in der russischen Verteidigungslinie an der Front war. Während der Kämpfe wurde das Dorf weitgehend zerstört und entvölkert. Am 23. August 2023 hisste die 47. mechanisierte Brigade die ukrainische Flagge über dem Gebäude einer zerstörten Schule und verkündete, dass das Dorf befreit sei und organisierte die Evakuierung der letzten verbliebenen Zivilisten.
Nach einer Häufung von Angriffen meldeten russische Kräfte Ende Februar 2024, erneut in das Dorf vorgestoßen zu sein.